# Liste der Monuments historiques in Touillon
Die Liste der Monuments historiques in Touillon führt die Monuments historiques in der französischen Gemeinde Touillon auf.

## Liste der Objekte
| Bezeichnung                                             | Beschreibung                                                           | Standort                                                                | Kennzeichnung | Schutzstatus | Datum | Bild |
| ------------------------------------------------------- | ---------------------------------------------------------------------- | ----------------------------------------------------------------------- | ------------- | ------------ | ----- | ---- |
| Skulptur eines Geistlichen                              | Kalkstein, 15. Jahrhundert                                             | Touillon, in der Kirche St-Fiacre (Lage)                                | PM21002388    | Classé       | 1931  |      |
| Skulptur Sitzende Madonna mit Kind                      | mit zwei Stifterfiguren; Kalkstein, farbig gefasst, 15. Jahrhundert    | Touillon, in der Kirche St-Fiacre (Lage)                                | PM21002389    | Classé       | 1959  |      |
| Skulptur Christus in der Rast                           | Kalkstein, 16. Jahrhundert                                             | Touillon, in der Kirche St-Fiacre (Lage)                                | PM21002390    | Classé       | 1959  |      |
| Zwei Skulpturen: Mater dolorosa und Johannes Evangelist | Kalkstein, ehemals farbig gefasst, 16. Jahrhundert                     | Touillon, in der Kirche St-Fiacre (Lage)                                | PM21002391    | Classé       | 1959  |      |
| Weihwasserbecken                                        | Kalkstein, zweite Hälfte des 12. Jahrhunderts                          | Le Petit Jailly, in der Kirche St-Fiacre-et-St-Germain-d’Auxerre (Lage) | PM21002392    | Classé       | 1910  |      |
| Skulptur Stehende Madonna mit Kind                      | Kalkstein, 14. Jahrhundert; aus der Abtei Fontenay                     | Le Petit Jailly, in der Kirche St-Fiacre-et-St-Germain-d’Auxerre (Lage) | PM21002393    | Classé       | 1910  |      |
| Skulptur Christus in der Rast (2)                       | Kalkstein, 16. Jahrhundert; aus der Abtei Fontenay                     | Le Petit Jailly, in der Kirche St-Fiacre-et-St-Germain-d’Auxerre (Lage) | PM21002394    | Classé       | 1910  |      |
| Grablegungsretabel                                      | Kalkstein, 14. Jahrhundert; aus der Abtei Fontenay                     | Le Petit Jailly, in der Kirche St-Fiacre-et-St-Germain-d’Auxerre (Lage) | PM21002395    | Classé       | 1910  |      |
| Gittertür                                               | Schmiedeeisen, 17. Jahrhundert                                         | Le Petit Jailly, in der Kirche St-Fiacre-et-St-Germain-d’Auxerre (Lage) | PM21002396    | Classé       | 1959  |      |
| Gemälde Mariä Verkündigung                              | Ölfarbe auf Holz, 17. Jahrhundert                                      | Touillon, im Maison Lecomte                                             | PM21002397    | Classé       | 1975  |      |
| Skulptur Heiliger Germanus von Auxerre                  | Stein, farbig gefasst, 16. Jahrhundert                                 | Touillon, in der Kirche St-Fiacre (Lage)                                | PM21003556    | Inscrit      | 1975  |      |
| Skulptur Heiliger Fiakrius                              | Aufsatz einers Prozessionsstabs; Holz, farbig gefasst, 18. Jahrhundert | Touillon, in der Kirche St-Fiacre (Lage)                                | PM21003557    | Inscrit      | 1975  |      |
| Kommunionbank                                           | Schmiedeeisen, 16. oder 17. Jahrhundert                                | Le Petit Jailly, in der Kirche St-Fiacre-et-St-Germain-d’Auxerre (Lage) | PM21003712    | Inscrit      | 1976  |      |